# Cynthia Abrahams

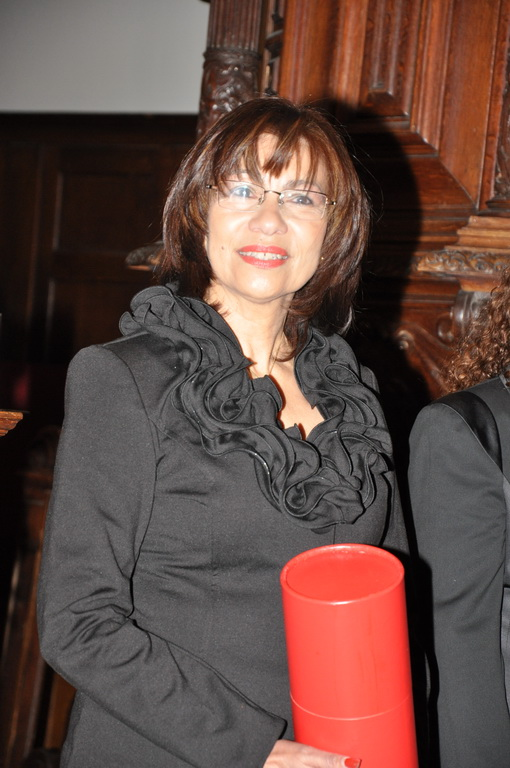
Dr Cynthia Abrahams bij haar promotie op 24 november 2010

Cynthia Helga Abrahams (Paramaribo, 4 oktober 1945) is een Surinaams-Nederlands letterkundige, schrijver en surinamist.

## Biografie

### Jeugd en opleiding
Cynthia Abrahams groeide op in Suriname. Van jongs af had zij belangstelling voor cultuur en literatuur. In haar jeugdjaren speelde zij in verschillende toneel- en balletvoorstellingen, daartoe aangemoedigd door haar moeder, die zelf ook in voorstellingen heeft gestaan.

### Opleiding
Van 1963 tot 1965 volgde Abrahams een opleiding tot bibliothecaris in Amsterdam. In 1965-1966 volgde zij de opleiding voor het Directeursdiploma voor management in bibliotheken bij de Koninklijke Bibliotheek in Den Haag, die zij afrondde met de afstudeerscriptie Bibliografie van de Surinaamse Indianen.
Cynthia Abrahams studeerde vanaf 1975 Engelse taal-en letterkunde en literatuurwetenschappen aan de Vrije Universiteit te Amsterdam, een studie die zij in 1980 voltooide. Vervolgens studeerde zij in 1988-89 aan de New York University en in 1990 aan de University of Texas, Austin. Zij specialiseerde zich in Amerikaanse en Caraïbische letterkunde.
Op 24 november 2010 – aan de vooravond van de 35e jaar onafhankelijkheid van Suriname – promoveerde zij aan de Universiteit van Amsterdam, leerstoel Nederlands-Caraïbische letteren (promotoren Michiel van Kempen en Bert Paasman), op Wan Bon – Wan Sranan – Wan Pipel, een biografie van de Surinaamse dichter R. Dobru. Hiermee werd ze de eerste Surinaamse letterkundige die in Nederland promoveerde op een onderwerp binnen de Surinaamse literatuur. In haar proefschrift beschrijft ze het ontstaan van de literaire wereld in Suriname in de jaren ‘60 en ‘70 van de twintigste eeuw. Haar uitgangspunt is het leven van Dobru (ps. van Robin Raveles), een van de centrale figuren uit de literaire beweging Moetete. Dobru is de dichter van het vers ‘Wan Bon’, dat zou uitgroeien tot het nationale gedicht van Suriname.

### Werk
Abrahams begon haar loopbaan als bibliothecaris in de Stadsbibliotheek van Haarlem (1966-1969) en het International Bureau for Fiscal Documentation (1969-1971). Als docente Engels was zij werkzaam voor het Lower and Proficiency Cambridge Certificate (1971-1975), het Veenlanden College te Mijdrecht (1978-1990) en als docente Engels, Amerikanistiek en Caraïbische letterkunde aan de Hogeschool Holland en de Educatieve Faculteit in Amsterdam. Zij was ook docent vertalen aan de vertalersopleiding van de Hogeschool. Bij de Educatieve Faculteit Amsterdam was zij als docent betrokken bij het double degree programme, the International Degree for English and Education, een samenwerkingsverband met een universiteit in Engeland. Studenten ontvingen na voltooiing van de studie twee diploma’s: een van de Engelse universiteit en een van de Nederlandse instelling.
Aan de Hogeschool Holland heeft zij het initiatief genomen tot het opzetten van een project Engelstalige Caraïbische literatuur. Hiermee hoopte zij te bereiken dat studenten zich bewust werden van het feit dat Engelstalige literatuur niet alleen uit Groot-Brittannië of de Verenigde Staten afkomstig is. Voorts wilde zij belangstelling wekken voor het Caraïbisch gebied, aandacht vestigen op de multiculturele Caraïbische context en hedendaagse cultuur/maatschappelijke veranderingen.
Sinds 2001 werkt zij ook als gastdocent bij andere opleidingen en als beëdigd tolk-vertaler. Als bestuurslid van de werkgroep Nalatenschap Trefossa bewerkstelligde zij mede dat de collectie van de dichter Trefossa naar Suriname werd overgebracht en op 12 april 2010 werd overhandigd bij de opening van het nieuwe Nationaal Archief Suriname.
Als bestuurslid van de leprastichting Bethesda was zij medeorganisator en presentator van het symposium 2002 van het Instituut ter Bevordering van de Surinamistiek, getiteld: Historische, culturele, sociale en epidemologische aspecten van lepra in Suriname.
Sinds haar pensionering geeft zij gastcolleges en lezingen en doet research op het gebied van life writing en literatuur. Zij is betrokken bij culturele en literaire manifestaties. Zo presenteerde zij in het Nieuwe de La Mar theater in Amsterdam tien jaar het jaarlijkse Multi Etnisch Podium, een literair- en muziekfestival met schrijvers, dichters, zang- en dansgroepen uit de Verenigde Staten, Engeland, Zuid-Afrika, Suriname, de Nederlandse Antillen en Nederland. Zij heeft eveneens de presentatie gedaan van het culturele evenement ‘the daylbd-party’, waarbij zij ruim twaalf jaar betrokken was. Tot vandaag is zij regelmatig presentatrice van evenementen, zoals de herdenking van de Bijlmerramp. In januari 2015 werd Abrahams uitgenodigd de zevende Trefossa-lezing te houden in Paramaribo.

### Bestuursfuncties
Cynthia Abrahams vervulde verschillende bestuursfuncties:
- 1985-1990	- Bestuurslid Netherlands Fulbright Alumni Association
- 1990-2010	- Bestuurslid van de Lepra Stichting Bethesda
- 1996-2000	- Bestuurslid van de Openbare Bibliotheek Uithoorn
- 2003 - voorzitter van de jury voor de Kwakoe literatuurprijs
- 2007-heden - Bestuurslid van de R. Dobru Raveles Stichting
- 2007-2010 - Voorzitter werkgroep ‘Nalatenschap Trefossa’
- 2007-heden - Lid van de Raad van Toezicht van de Henri Frans de Ziel Stichting (die jaarlijks de Trefossa-lezing organiseert en tweejaarlijks de Trefossa-cultuurprijs uitreikt)
- 2011-2014 - Bestuurslid van de Stichting LEF, voor senioren
- 2021-heden - Voorzitter van de Stichting Vrienden van het Elisabeth Samson Huis

### Belangstelling uit het Caribisch gebied
Abrahams’ research in verband met haar proefschrift heeft haar naar Casa de las Americas (Cuba) geleid, waar zij onder meer een lezing gaf over cultuur en identiteit vanuit Surinaams historisch perspectief. Vervolgens werd ze uitgenodigd te spreken op de Feria International del Libro in Havana (2012) en bij een wetenschappelijk symposium in Santiago de Cuba tijdens het Fiesta del Fuego (2014). 
Na de verschijning van haar dissertatie werd zij eveneens uitgenodigd voor gastcolleges aan de Universiteit van Curaçao (bij één ervan was een tijdgenoot van Dobru, namelijk de activist Stanley Brown, aanwezig) en de Anton de Kom Universiteit van Suriname.
In februari 2016 werd ze gevraagd voor een literaire tour naar Curaçao. Hierbij werden lezingen gegeven in Landhuis Bloemhof, de Surinaamse vereniging JPF, ‘La Belle Alliance’ in het Avila Beach Hotel en aan de Universiteit van Curaçao.

### Bijzonderheden
- Abrahams bezocht de Froweinschool (Suriname) en ontmoette daar een van haar rolmodellen, haar leraar Nederlands, Trefossa (ps. van Henri Frans de Ziel), die grote invloed heeft gehad op haar studiekeuze. Zij trad in zijn voetspoor, werd eveneens opgeleid tot bibliothecaris en was ook enkele jaren als zodanig werkzaam.
- Bij Carifesta (The Caribbean Festival of Creative Arts) 2003 en 2013 gehouden in Suriname werd ze uitgenodigd te spreken over de manier waarop Suriname betrokken raakte bij het eerste Carifesta in 1972.
- In het kader van De Grote Suriname-tentoonstelling in de Nieuwe Kerk te Amsterdam (2019-2020) stond ze op het programma voor de lezingen Vrouwen in de Surinaamse literatuur[6] en Dichters op zoek naar een eigen identiteit.[7]

## Publicaties in boekvorm
- Bataljonarts in Indonesië. Abrahams Publishers, Amsterdam 2009.
- Wan bon – Wan Sranan – Wan pipel; Robin ‘Dobru’ Raveles Surinamer, dichter, politicus 1935-1983 (2010) (dissertatie UvA)
- Robin ‘Dobru’ Raveles. Surinamer, dichter, politicus 1935-1983. Wan bon – Wan Sranan – Wan pipel. Rozenberg, Amsterdam 2011. (handelseditie van het proefschrift)[8]
- Robin ‘Dobru’ Raveles. The Life of a Caribbean Poet and Politician. Amsterdam 2014. (Engelse vertaling van de dissertatie)
- Poeta Nacional de Suriname. Abrahams Publishers, Paramaribo 2014.
- De stilte van het ongesproken woord. (eindredactie) In de Knipscheer, Haarlem 2014.
- Vrouwen in de Surinaamse literatuur. H.F. de Ziel Stichting, Paramaribo 2015. (rede)
- Het lot was mij gunstig gezind. Conserve, Schoorl 2016. (biografische informatie op basis van interviews met Cynthia Mc Leod)[9]

## Artikelen
- ‘De rol van dichter/schrijver R. Dobru in Caribische context.’ In: Oso, tijdschrift voor Surinamistiek, 23 (2004), No.1, May, pp. 43–56.
- Vertaling uit het Engels gedicht Osmosa Asal Mula van Sitok Srengenge, 2007.
- ‘R. ‘Dobru’ Raveles – De dichter.’ In: Tropenlevens. De (post) koloniale biografie. (redactie Rosemarijn Hoefte, Peter Meel e.a.) Amsterdam, Boom/ Leiden, KITLV, 2008, pp. 126–147.
- 'Dobru en Carifesta onlosmakelijk met elkaar verbonden.' In: De Ware Tijd, 24/25 augustus 2013.
- 'Raveles, Robin Ewald “Dobru”.' In: Dictionary of Caribbean and Afro-Latin American Biography, Oxford University Press, 2016
- 'Shrinivāsi lives eternally through poetry', op blogspot Caraïbisch Uitzicht, 19 april 2019[10]
- 'Flonkeringen uit de goudwastrog (lonton). Interessante feiten uit de nalatenschap van Trefossa.' In: Michiel van Kempen (red.), Het andere postkoloniale oog; Onbekende kanten van de Nederlandse (post)koloniale cultuur en literatuur. Hilversum: Verloren, 2020, pp. 289–303.